# .310 Cadet
El .310 Cadet, o .310 Greener o .310 Martini, es un cartucho de rifle de fuego central que data del año 1900 y fue desarrollado por WW Greener como calibre para tiro deportivo para el rifle Martini Cadet . 
Al disparar un proyectil de plomo de 120 granos a 1350 pies/s, la bala tiene un rendimiento similar al .32-20 Winchester y algunos rifles pueden disparar ambos cartuchos con cierta precisión. La bala con camisa metálica se utilizó en rifles de cadete en Australia y Nueva Zelanda después de las Leyes de Defensa de principios del siglo XX. En Nueva Zelanda, tras el inicio de la Guerra de los Bóeres, se había creado un cuerpo de cadetes y en 1901 se recomendó que la membresía fuera obligatoria. 500 rifles Martini-Henry en miniatura Westley-Richards estaban disponibles en octubre de 1902 (Auckland Star) y 5000 en abril de 1903 (Star).

## Dimensiones

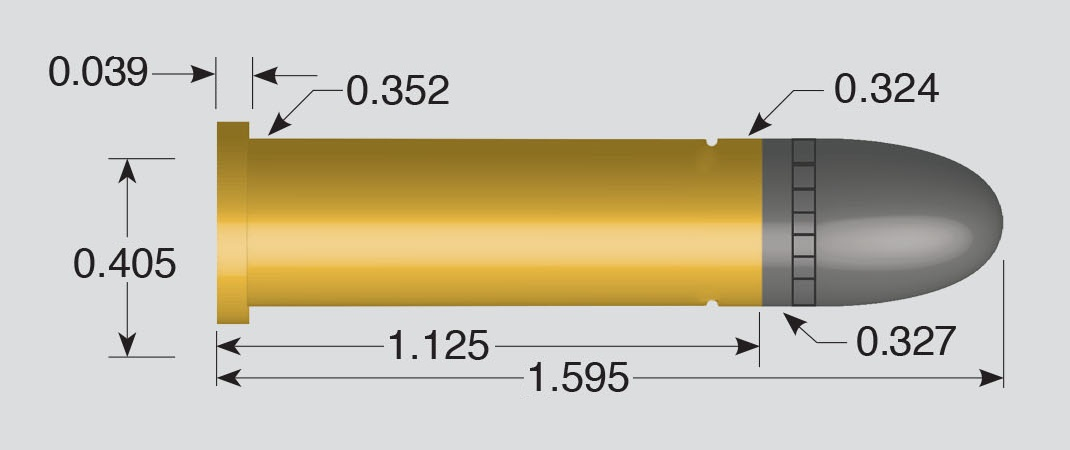

## Galería
|                               |
| An Australian .310 Cadet FMJ. |

|                                   |
| A British .310 Cadet lead bullet. |